# Utetheisa nigrolineta
Utetheisa nigrolineta là một loài bướm đêm thuộc phân họ Arctiinae, họ Erebidae.